# Aérodrome de Yakutat
L'aéroport de Yakutat est un aéroport situé en Alaska, aux États-Unis. Il est desservi par la compagnie Alaska Airlines.
Il a été créé en 1940 par l'United States Army.

## Situation
| Anchorage Aniak Bethel Deadhorse Dillingham Fairbanks Galena Homer Juneau Kenai Ketchikan King Salmon Klawock Kodiak Kotzebue Lake Hood Cordova Merrill Nome Petersbourg Red Dog Sitka St. Mary's Teller Unalakleet Unalaska Valdez Wiley Post Wrangell Yakutat |